# Maäseer Sjeni
Maäseer Sjeni (Hebreeuws: מעשר שני, letterlijk tweede tiende) is het achtste traktaat (masechet) van de Orde Zeraïem (Seder Zeraïem) van de Misjna en de Talmoed. Het beslaat vijf hoofdstukken.
Het traktaat behandelt het afzonderen van tienden van de landbouwproducten om deze naar Jeruzalem te krijgen. De verplichting staat in de Thora beschreven in Deuteronomium 14:22 en volgende.
Maäseer Sjeni bevat alleen Gemara (rabbijns commentaar op de Misjna) in de Jeruzalemse Talmoed, bestaande uit 33 folia en komt aldus in de Babylonische Talmoed niet voor.